# Komet (trein)
De Komet was een internationale nachttrein tussen Hamburg en Zwitserland. De naam verwijst naar een komeet die zich, net als de trein, razendsnel door de nacht beweegt.

## Deutsche Schlafwagen und Speisewagen Gesellschaft
In de jaren 50 van de twintigste eeuw begon in West-Duitsland de opbouw van een netwerk van langeafstandstreinen. Hiervoor werd ook geëxperimenteerd met rollend materieel. De spoorwegconstructeur Franz Kruckenberg ontwikkelde al voor de Tweede Wereldoorlog experimentele treinen, waaronder de Railzeppelin. Voortbouwend op zijn ervaring ontwikkelde hij de VerbrennungsTriebwagen 10.5. De nachtversie voor de DSG werd in 1953 gepresenteerd, de dagversie één jaar later. Het betrof gelede treinen waarbij de dagversie (VT 10.501) een rijtuigovergang kreeg die lijkt op de ideeën van Talgo en de nachtversie werd voorzien van Jacobsdraaistellen. De nachtversie (VT 10.551) kwam op 1 januari 1955 in dienst als Komet tussen Hamburg en Basel. De ervaringen met deze treinen zijn verwerkt in de VT 11.5, de Duitse TEE-treinstellen. Het bijzondere materieel werd al op 20 december 1960 uit dienst genomen, maar de Komet als trein bleef bestaan.

## EuroCity
De Komet werd op 31 mei 1987 als een van de acht nachttreinen in het EuroCitynet opgenomen. De EuroCity bestond uit getrokken rijtuigen die tussen Hamburg en Bazel als één geheel reden. In Bazel werd de trein gesplitst of samengevoegd. In Zwitserland werd er over twee routes gereden één via Zürich naar Chur en één via de Lötschbergbahn naar Brig. Op 2 juni 1991 werd in Duitsland de InterCityExpress onder andere tot Bazel in gebruik genomen zodat de reizigers veel sneller overdag konden reizen. De EC Komet reed dan ook op 1 juni 1991 voor het laatst.

## CityNightLine
Sinds 2007 wordt de Komet door CityNightLine geëxploiteerd, waarbij de oorspronkelijke route ten zuiden van Basel SBB is doorgetrokken over de Lötschbergbahn.